# Acer sinopurpurascens
Acer sinopurpurascens — вид квіткових рослин з родини сапіндових (Sapindaceae).

## Опис
Дерева до 10 метрів заввишки, дводомні. Кора коричнево-сіра, майже гладка. Гілочки першого року зелені і рідко волосисті, пізніше коричневі, голі. Листя опадне: ніжка 4–8.5 см, тонка, в молодості запушена, потім ± гола; листкова пластинка абаксіально (низ) світло-зелена та з пазушними пучками волосків між первинною та вторинною жилками, обидві поверхні густо запушені жилками в молодості, менше в зрілості, війчасті по краю, адаксіально тьмяно-зелена, 5–10 × 4–12 см, 5-, рідше 3-лопатева; 2 базальні частки розпростерті, трикутні, край дуже віддалено зубчастий або цільний, верхівка гостра або загострена, середня частка подовжено-яйцеподібна, трохи довша або дуже рідко коротша за бічні, край дуже віддалено зубчастий або цільний, верхівка довго загострена. Квітки пурпурно-червоні, з бічних безлистих бутонів, що з'являються перед листям. Тичинкові квітки безпелюсткові, зібрані в повислі китиці або щиткоподібні китиці, 3–7-квіткові, охоплені кількома опуклими приквітками; чашолистків (3)5(чи 6), неоднакові за розміром, ≈ 5 мм, голі; пелюсток 5, ≈ довжини чашолистків; тичинок 8, вставлені всередину диска. Маточкові квітки в повислих китицях, 3–7-квіткові; оцвітина пурпурова, гола. Самари ≈ 3.6 см; крила ≈ 1 см ушир; горішки блідо-жовті, ≈ 10 × 9 мм, запушені та щетинисті. Квітне у квітні, плодить у вересні.

## Поширення
Вид є ендеміком південно-центрального й південно-східного Китаю: пд. Аньхой, пн.-сх. Хубей, пн. Цзянсі, пн.-зх. Чжецзян.
Населяє змішані ліси; на висотах від 700 до 1000 метрів.

## Використання
Вид зустрічається в культурі.